# BMW 8-serie
BMW 8-serien (type E31) var en coupé i luksusklassen, fremstillet af den tyske bil- og motorcykelfabrikant BMW mellem juli 1989 og december 1999.

## Udvikling og produktion
8-serien opstod under ledelse af BMW's chefdesigner Claus Luthe, og blev officielt præsenteret på Frankfurt Motor Show i sommeren 1989. Karrosseridesignet blev lavet af Klaus Kapitza, som efterfølgende blev designchef hos BMW Technik GmbH. 8-serien var ment som efterfølger for 6-serien (E24), men var betydeligt større og dyrere end forgængeren. Hovedkonkurrenten var Mercedes-Benz' coupémodel C 126 og dennes efterfølger C 140, begge baseret på S-klassen. 8-serien fandtes kun som coupé; der blev dog udviklet en prototype til en cabrioletversion, som dog manglede stabilitet men i dag kan ses i BMW Welt i München.
Teknikken og motorerne kom fra den dengang aktuelle 7-serie, E32. Senere fik modellen mere moderne motorer fra 5-serien og E38.
Frem til produktionens indstilling i slutningen af 1999 var 8-serien den dyreste model i BMW's bilmodelprogram. Salget af E31 forblev under forventningerne, og på 10 år blev der kun fremstillet 30.621 eksemplarer. Dette var til dels begrundet af Golfkrigen og øgede energipriser i de tidligere 1990'ere. BMW havde frem for alt i USA forventet høje salgstal for modellen, mens køberne forventede mere ydelse af en så dyr og tung bil. Salget i Nordamerika blev indstillet allerede i 1997.
8-serien fik i første omgang ingen efterfølger. Først i sommeren 2003 udvidede BMW igen deres modelprogram med en coupé i den øvre mellemklasse, 6-serien E63. Den var dog baseret på 5-serien og blev solgt billigere end Mercedes-Benz' dengang aktuelle CL-coupéer.

## Motorer
I starten fandtes E31 kun som 850i med den allerede fra BMW 750i kendte V12-motor med 220 kW (299 hk). Denne motor var beregnet til at køre på normalbenzin for at kunne garantere driften i USA, hvor benzinen svingede meget i oktantal. Kraften blev som standard overført gennem en manuel sekstrinsgearkasse, men mod merpris kunne der i stedet leveres en firetrins automatgearkasse. I efteråret 1992 blev 850i suppleret af 850CSi med en V12-motor med 280 kW (380 hk); denne model fandtes kun med manuel gearkasse og en medstyrende bagaksel, som i de billigere modeller kostede en merpris på ca. 6.000 €. Samme år byggede BMW 18 eksemplarer af en 830i til testformål. Den hertil benyttede motor var den også i E32, E34 og E38 benyttede V8 M60B30 med 160 kW (218 hk). Denne model gik ikke i masseproduktion, da præsentationerne ikke levede op til bilklassen.
Året efter fulgte den med en 210 kW (286 hk) stærk V8-motor udstyrede 840i. Denne basismodel var den første V8-coupé fra BMW siden 1960'ernes BMW 3200 CS. Også her kunne der vælges mellem manuel og automatisk gearkasse. 850Ci fik i 1994 en moderniseret V12-motor med 240 kW (326 hk), der som standard var kombineret med femtrins automatgear. Denne motor afløste lidt efter lidt den gamle 5,0-liters V12-motor. Begge modeller blev dog produceret sideløbende med hinanden i et halvt års tid, begge under den samme modelbetegnelse 850Ci. I 1996 blev modelprogrammet indskrænket til 840Ci og 850Ci, mens 850CSi udgik af produktion.
- 840Ci med fire udstødningsenderør og Park Distance Control
- BMW 850 CSi med standardmonterede 17" krydsegerfælge og M-aerodynamikpakke
- 850 CSi med standardmonteret udstødningsanlæg og M-aerodynamikpakke

### Tekniske data
|                                                | 840i                                | 840Ci                               | 850i                                  | 850Ci                                 | 850Ci                               | 850CSi                              |
| Byggeperiode                                   | 7/1993−2/1996                       | 1/1995−12/1999                      | 7/1989−12/1992                        | 1/1993−10/1994                        | 2/1994−12/1999                      | 8/1992−11/1996                      |
| Styktal                                        | 4728                                | 3075                                | 20072                                 | 20072                                 | 1218                                | 1510                                |
| Motordata                                      |                                     |                                     |                                       |                                       |                                     |                                     |
| Motortype                                      | V8-benzinmotor                      | V8-benzinmotor                      | V12-benzinmotor                       | V12-benzinmotor                       | V12-benzinmotor                     | V12-benzinmotor                     |
| Antal ventiler pr. cylinder                    | 4                                   | 4                                   | 2                                     | 2                                     | 2                                   | 2                                   |
| Ventilstyring                                  | 2 × DOHC, kæde                      | 2 × DOHC, kæde                      | 2 × OHC, kæde                         | 2 × OHC, kæde                         | 2 × OHC, kæde                       | 2 × OHC, kæde                       |
| Fødesystem                                     | Multipoint                          | Multipoint                          | Multipoint                            | Multipoint                            | Multipoint                          | Multipoint                          |
| Trykladning                                    | —                                   | —                                   | —                                     | —                                     | —                                   | —                                   |
| Køling                                         | Vandkøling                          | Vandkøling                          | Vandkøling                            | Vandkøling                            | Vandkøling                          | Vandkøling                          |
| Motortype                                      | M60B40                              | M62B44                              | M70B50                                | M70B50                                | M73B54                              | S70B56                              |
| Boring × slaglængde                            | 89,0 × 80,0 mm                      | 92,0 × 82,7 mm                      | 84,0 × 75,0 mm                        | 84,0 × 75,0 mm                        | 85,0 × 79,0 mm                      | 86,0 × 80,0 mm                      |
| Slagvolume                                     | 3982 cm³                            | 4398 cm³                            | 4988 cm³                              | 4988 cm³                              | 5379 cm³                            | 5576 cm³                            |
| Kompressionsforhold                            | 10,0:1                              | 10,0:1                              | 8,8:1                                 | 8,8:1                                 | 10,0:1                              | 9,8:1                               |
| Maks. effekt                                   | 210 kW (286 hk) ved 5800 omdr./min. | 210 kW (286 hk) ved 5700 omdr./min. | 220 kW (300 hk) ved 5200 omdr./min.   | 220 kW (300 hk) ved 5200 omdr./min.   | 240 kW (326 hk) ved 5000 omdr./min. | 279 kW (380 hk) ved 5300 omdr./min. |
| Maks. drejningsmoment                          | 400 Nm ved 4500 omdr./min.          | 420 Nm ved 3900 omdr./min.          | 450 Nm ved 4100 omdr./min.            | 450 Nm ved 4100 omdr./min.            | 490 Nm ved 3900 omdr./min.          | 550 Nm ved 4000 omdr./min.          |
| Kraftoverførsel                                |                                     |                                     |                                       |                                       |                                     |                                     |
| Drivende hjul                                  | Baghjul                             | Baghjul                             | Baghjul                               | Baghjul                               | Baghjul                             | Baghjul                             |
| Gearkasse (standardudstyr)                     | 6-trins manuel                      | 6-trins manuel                      | 6-trins manuel                        | 6-trins manuel                        | 5-trins automatisk                  | 6-trins manuel                      |
| Gearkasse (ekstraudstyr)                       | 5-trins automatisk                  | 5-trins automatisk                  | 5-trins automatisk                    | 5-trins automatisk                    | —                                   | —                                   |
| Præstationer                                   |                                     |                                     |                                       |                                       |                                     |                                     |
| Topfart                                        | 250 km/t                            | 250 km/t                            | 250 km/t                              | 250 km/t                              | 250 km/t                            | 250 km/t                            |
| Acceleration 0-100 km/t                        | 6,9 sek. Aut.: 7,4 sek.             | 6,6 sek. Aut.: 7,0 sek.             | 6,8 sek. Aut.: 7,4 sek.               | 6,8 sek. Aut.: 7,4 sek.               | 6,3 sek.                            | 6,0 sek.                            |
| Brændstofforbrug pr. 100 km ved blandet kørsel | 9,6 liter Aut.: 9,3 liter Blyfri 95 | 9,3 liter Aut.: 9,5 liter Blyfri 95 | 10,4 liter Aut.: 10,3 liter Blyfri 91 | 10,4 liter Aut.: 10,3 liter Blyfri 91 | 9,9 liter Blyfri 95                 | 10,2 liter Blyfri 95                |

1. ↑  Elektronisk begrænset

## Øvrige versioner

### Alpina
Firmaet Alpina i Buchloe udviklede modellen Alpina B12 på basis af 8-serien. B12 blev mellem 1990 og 1994 bygget på basis af 850i med en effektøget V12-motor med 257 kW (349 hk) og automatgear. I 1992 tilkom B12 5,7 med manuelt gear, som var en version af 850CSi med en større V12-motor med 306 kW (416 hk). Begge versioner var ikke begrænset til de for BMW sædvanlige 250 km/t, hvorimod deres topfart lå på 280 hhv. 300 km/t. Der blev fremstillet 97 eksemplarer af B12 5,0 og 57 eksemplarer af B12 5,7.

### M8-prototype
Af sportsmodellen "M8" blev der i 1990 udelukkende bygget én prototype. Andre kilder siger tre biler, hvoraf den ene gik tabt under en prøvekørsel. M8 hører til BMW's største hemmeligheder. Prototypen skulle efter sigende være gemt i et såkaldt "giftskab", en BMW-lagerhal i Dingolfing. På grund af manglende interesse og tekniske problemer gik bilen ikke i masseproduktion.
Motoren i M8 var en 6,0-liters V12-motor med op til 440 kW (600 hk) på basis af S70, som senere i modificeret form fandt vej til supersportsvognen McLaren F1. Også motoren i 850CSi (som i øvrigt på registreringsattesten er angivet som "M8"), er baseret på S70 men er kun på 5,6 liter med 279 kW (380 hk). M8-prototypen havde ikke klapforlygter, hvorfor nær- og fjernlyset var integreret i kofangeren i stedet for det lille positionslys.